# Рубе-2 (кантон)
Рубе-2 (фр. Roubaix-2) — кантон во Франции, находится в регионе О-де-Франс, департамент Нор.
Кантон образован в результате реформы 2015 года.

## Состав кантона
В состав кантона входят коммуны (население по данным Национального института статистики за 2017 г.):
- Ватрело (40 958 чел.)
- Лерс (9 473 чел.)
- Рубе (восточные кварталы) (22 523 чел.)

## Политика
На президентских выборах 2022 г. жители кантона отдали в 1-м туре Жану-Люку Меланшону 31,4 % голосов против 28,4 % у Марин Ле Пен и 23,2 % у Эмманюэля Макрона; во 2-м туре в кантоне победил Макрон, получивший 53,4 % голосов. (2017 год. 1 тур: Марин Ле Пен – 29,2 %, Жан-Люк Меланшон – 24,7 %, Эмманюэль Макрон – 20,7 %, Франсуа Фийон – 11,6 %; 2 тур: Макрон – 57,8 %. 2012 год. 1 тур: Франсуа Олланд — 32,3 %, Марин Ле Пен — 24,3 %, Николя Саркози — 20,8 %; 2 тур: Олланд — 55,2 %).
С 2021 года кантон в Совете департамента Нор представляют член совета города Ваттрело Бенжамен Кайере (Benjamin Caillièret) и директор службы занятости из города Лерс Сорайя Фаем (Soraya Fahem) (оба — Разные левые). 
|                | Кандидаты                            | Партия                   | Первый тур | Первый тур     | Второй тур | Второй тур |
| Кол-во голосов | Кандидаты                            | Партия                   | % голосов  | Кол-во голосов | % голосов  |            |
| -------------- | ------------------------------------ | ------------------------ | ---------- | -------------- | ---------- | ---------- |
|                | Бенжамен Кайере Сорайя Фаем          | Разные левые             | 2 011      | 21,59          | 5 998      | 61,37      |
|                | Мари-Шанталь Блен Филипп Ламбийот    | Национальное объединение | 2 815      | 30,22          | 3 776      | 38,63      |
|                | Али Морнаги Эльян Руссель            | Левый блок               | 1 809      | 19,42          |            |            |
|                | Камилла Дерюиэль Пьер-Франсуа Лазаро | Правоцентристский блок   | 1 276      | 13,70          |            |            |
|                | Маржори Дельрю Кристоф Риччи         | Разные левые             | 1 239      | 13,30          |            |            |
|                | Эрве-Андре Мийу Натали Фардель       | Крайне правые            | 165        | 1,77           |            |            |

|                | Кандидаты                       | Партия                  | Первый тур | Первый тур     | Второй тур | Второй тур |
| Кол-во голосов | Кандидаты                       | Партия                  | % голосов  | Кол-во голосов | % голосов  |            |
| -------------- | ------------------------------- | ----------------------- | ---------- | -------------- | ---------- | ---------- |
|                | Анри Гадо Катрин Оссон          | Социалистическая партия | 5 024      | 28,06          | 9 902      | 52,72      |
|                | Роже Акерман Мари-Шанталь Блен  | Национальный фронт      | 7 739      | 43,23          | 8 881      | 47,28      |
|                | Эмерод Бензанун Эмманюэль Уайес | Правый блок             | 3 135      | 17,51          |            |            |
|                | Тьерри Дюэль Кристиан Фонфруад  | Левый фронт             | 1 294      | 7,23           |            |            |
|                | Лезен Мессауди Стаси Нипел      | Разные правые           | 710        | 3,97           |            |            |